# Morgan of Glencoe
Morgan of Glencoe, née en 1988 et originaire du Pays de Porhoët en Bretagne, est une autrice, compositrice, harpeuse, chanteuse, conteuse et streameuse française.

## Biographie

### Formation
Originaire du pays de Porhoët, en Bretagne, Morgan of Glencoe naît en 1988 et étudie la harpe celtique avec Carol da Silva et Myrdhin, ses deux principaux professeurs. En parallèle, elle rejoint à 14 ans son premier cercle d'écriture.

### Début de la reconnaissance littéraire
En 2007, elle remporte son premier prix littéraire, au concours Flammes Vives de la Poésie francophone : elle reçoit la Flamme d’Or des Jeunes Poètes, pour son poème Paris sans toit, Paris sans toi.

### Au sein des Ménestrels des Terres de Lune
En 2010, elle se lance dans une carrière de musicienne professionnelle avec son premier groupe, les Ménestrels des Terres de Lune. Elle est la principale compositrice, parolière et chanteuse, mais aussi programmatrice, graphiste et metteuse en scène du groupe qui connaîtra plusieurs formations au cours des ans. Les spectacles des Ménestrels des Terres de Lune, moitié-concert moitié-théâtre, racontent l’errance de créatures féeriques dans le monde des humains. Deux albums, Samain puis Imbolc, reprendront leurs aventures. Pendant quelques années, le groupe tournera également avec le conteur Claude Mastre, avec le spectacle Tristan, Iseut et caetera, dont sera tiré l’album éponyme.

### Les difficultés
Dans le même temps que ses débuts sur scène, elle tente de publier un premier roman, mais la maison d'édition avec laquelle elle échange ferme. Elle décide alors de travailler sur un univers de modern fantasy : La Dernière Geste.
La première mouture du premier tome, alors nommé Si loin du Soleil, est publiée en auto-édition en 2016 sous l’influence d’Elen Brig Koridwen. Il rencontre son public grâce au bouche à oreille, jusqu’à ce qu’Ameylia Saad Wu, une harpiste et compositrice, propose le roman de Morgan of Glencoe à Audrey Alwett, directrice de collection chez ActuSF.
L'année 2017 marque la fin des Ménestrels des Terres de Lune. Morgan of Glencoe perd son groupe et doit, musicalement, repartir de zéro cette fois avec une carrière solo. En 2018, des blessures aux deux mains l’empêcheront de jouer pendant plusieurs mois. 
En parallèle, Morgan of Glencoe poursuit sa carrière littéraire par la publication de deux ouvrages en auto-edition, Des étoiles dans la peau et Le goût salé des embruns, respectivement en 2017 et 2018.

### Le retour
En 2019, le premier tome de La Dernière Geste est édité et publié aux éditions ActuSF, collection Naos. Remanié et rebaptisé Dans l’Ombre de Paris, il remporte le prix Vampires & Sorcières et le prix Elbakin. Le second opus, L’Héritage du Rail, sort en 2020 et garde l’adhésion du lectorat du premier tome,. Les deux tomes passent alors les deux premières sélections du Grand Prix de l'Imaginaire.
Morgan of Glencoe est présente dans l'anthologie des Utopiales 2020 avec sa nouvelle La Piste des Oiseaux et dans l'anthologie "Vingt plus 1" d'ActuSF avec Danser dans la tempête, ouvrage qu'elle partage avec Karim Berrouka, Jeanne-A Debats, Jean-Laurent Del Socorro et Sylvie Lainé. Elle est également mentionnée en 2021 dans Femmes de Lettres en Bretagne (éditions Goater).
En même temps, Morgan of Glencoe lance son premier album solo, Fleur du Porhoët, dont la chanson éponyme est une ode à ses origines et un hommage à sa propre mère, ce qui donne le ton intimiste de cet album rassemblant compositions, reprises et chants traditionnels.

### La crise de la Covid-19
En octobre 2021, elle sort le troisième tome de La Dernière Geste, intitulé Ordalie, alors qu'elle est en train d'écrire le quatrième de la pentalogie.

### Liquidation de son éditeur et nouvel éditeur
Le 4 septembre 2023, son éditeur, ActuSF, annonce sa liquidation judiciaire puis son rachat en octobre 2023. Morgan trouve par la suite un nouvel éditeur (éditions Goater) pour une republication de la saga dont les deux premiers tomes sont prévus pour le 28 mars 2025,.

## Œuvres

### Littérature

#### Saga«La Dernière Geste»

##### Romans
- (fr) La Dernière Geste, premier chant : Dans l'Ombre de Paris[35], ActuSF, 2019, 435 p.  (ISBN 978-2-36629-475-0), prix Elbakin jeunesse francophone 2020[20], nommé en première et deuxième sélections du Grand Prix de l'Imaginaire 2021[24].
- (fr) La Dernière Geste, deuxième chant : L'Héritage du Rail[36], ActuSF, 2020, 470 p.  (ISBN 978-2-37686-309-0)
- (fr) La Dernière Geste, troisième chant : Ordalie[37], ActuSF, 2021, 486 p.  (ISBN 978-2-37686-390-8)

##### Nouvelles
Par ordre chronologique de parution des nouvelles.
- (fr) Le Temps du Teuz, une chanson d'hiver dans l'univers de La Dernière Geste[38], ActuSF, 2020, 257 p.Disponible uniquement en version numérique
- (fr) Le Temps du Teuz, petites histoires dans le monde de La Dernière Geste avec les musiques originales de l'univers[39], ActuSF, 2022, 350 p.  (ISBN 978-2-37686-499-8)Disponible en version papier et en version numérique. Édition revue et augmentée avec trois nouvelles supplémentaires et musiques originales
- (fr) Danser dans la Tempête, ActuSF, 2020Disponible dans le recueil Vingt plus 1 pour le 21e anniversaire des éditions ActuSF[26]

#### Ouvrages auto-édités
Ces œuvres partagent le même univers :
- (fr) Des Étoiles dans la Peau, auto-édition, 2017, 81 p.  (ISBN 978-2-9558158-2-3)
- (fr) Le Goût Salé des Embruns, auto-édition, 2018, 81 p.  (ISBN 979-10-227-9490-9)

#### Nouvelles indépendantes
Par ordre chronologique de parution des nouvelles.
- (fr) La Piste des Oiseaux, ActuSF, 2020Nommé en première sélection du prix Rosny aîné 2021[40], disponible dans le recueil "Utopiales 2020"[41]
- (fr) Conte du Loup qui devint Corbeau, ActuSF, 2022, disponible dans le recueil Utopiales 2022, pages 87 à 109[42]
- (fr) Couleur d'écume, ActuSF, 2022, disponible dans le recueil "Dilué.e.s"[43],[44]

### Musique

#### Collaborations
- Tristan, Iseult et caetera[12] (avec le conteur Claude Mastre[11]) (2019, label indépendant)

## Filmographie

### Actrice
- 2025 : Little Star, le clip : l'artiste. Réalisé par Fabien Legeron et Estelle Faye. Récompensé par un "Silver Award: Music Video" aux Paris Film Awards de décembre 2024[49] et par un "Gold Award: Original Song" aux New York Movie Awards de décembre 2024[50].